# Campeonato Mundial de Esquí Alpino de 1996
El XXXIII Campeonato Mundial de Esquí Alpino se celebró en la estación de Sierra Nevada (España) entre el 12 y el 25 de febrero de 1996 bajo la organización de la Federación Internacional de Esquí (FIS) y la Real Federación Española de Deportes de Invierno.
Inicialmente, el campeonato iba a ser realizado en 1995, pero por falta de nieve tuvo que ser pospuesto para 1996.

## Resultados

### Masculino
| Evento                  | Oro                                 | Plata                               | Bronce                                  |
| ----------------------- | ----------------------------------- | ----------------------------------- | --------------------------------------- |
| Descenso (17.02)        | Patrick Ortlieb · Austria · 2:00,17 | Kristian Ghedina · Italia · 2:00,44 | Luc Alphand Francia 2:00,45             |
| Eslalon (25.02)         | Alberto Tomba · Italia · 1:42,26    | Mario Reiter · Austria · 1:42,57    | Michael von Grünigen · Suiza · 1:42,81  |
| Eslalon gigante (23.02) | Alberto Tomba · Italia · 1:58,63    | Urs Kälin · Suiza · 1:59,07         | Michael von Grünigen · Suiza · 1:59,45  |
| Supergigante (13.02)    | Atle Skårdal · Noruega · 1:21,80    | Patrik Järbyn · Suecia · 1:22,09    | Kjetil André Aamodt · Noruega · 1:22,11 |
| Combinada (19.02)       | Marc Girardelli Luxemburgo 3:31,95  | Lasse Kjus · Noruega · 3:32,20      | Günther Mader · Austria · 3:32,93       |

### Femenino
| Evento                  | Oro                                   | Plata                                | Bronce                                |
| ----------------------- | ------------------------------------- | ------------------------------------ | ------------------------------------- |
| Descenso (18.02)        | Picabo Street Estados Unidos 1:54,06  | Katja Seizinger · Alemania · 1:54,63 | Hilary Lindh Estados Unidos 1:54,70   |
| Eslalon (24.02)         | Pernilla Wiberg · Suecia · 1:31,46    | Patricia Chauvet Francia 1:32,32     | Urška Hrovat Eslovenia 1:32,33        |
| Eslalon gigante (22.02) | Deborah Compagnoni · Italia · 2:10,74 | Karin Roten · Suiza · 2:11,09        | Martina Ertl · Alemania · 2:11,44     |
| Supergigante (12.02)    | Isolde Kostner · Italia · 1:21,00     | Heidi Zurbriggen · Suiza · 1:21,66   | Picabo Street Estados Unidos 1:21,71  |
| Combinada (19.02)       | Pernilla Wiberg · Suecia · 3:19,68    | Anita Wachter · Austria · 3:21,73    | Marianne Kjørstad · Noruega · 3:22,35 |

## Medallero
| Núm. | País           | Oro | Plata | Bronce | Total |
| ---- | -------------- | --- | ----- | ------ | ----- |
| 1    | Italia         | 4   | 1     | 0      | 5     |
| 2    | Suecia         | 2   | 1     | 0      | 3     |
| 3    | Austria        | 1   | 2     | 1      | 4     |
| 4    | Noruega        | 1   | 1     | 2      | 4     |
| 5    | Estados Unidos | 1   | 0     | 2      | 3     |
| 6    | Luxemburgo     | 1   | 0     | 0      | 1     |
| 7    | Suiza          | 0   | 3     | 2      | 5     |
| 8    | Alemania       | 0   | 1     | 1      | 2     |
| 8    | Francia        | 0   | 1     | 1      | 2     |
| 10   | Eslovenia      | 0   | 0     | 1      | 1     |
|      | TOTAL          | 10  | 10    | 10     | 30    |